# مروة عيد عبد الملك
مروة عيد عبد الملك المولودة في السابع والعشرون من نوفمبر عام 1986، هي لاعبة كرة يد مصرية. وهي أول لاعبة مصرية تحترف بالخارج في تاريخ أي لعبة.

## بداياتها
استهلت إحسان عيد عبد الملك، أو «مروة» ذلك الاسم الذي اشتهرت به منذ الصغر، مشوارها في مركز شباب زينهم بعد أن اكتشفها الكابتن مجدي عبد السلام والكابتن أحمد زين وهي في الخامسة من عمرها.ولعبت مروة كرة القدم مع نادي وادي دجلة والمنتخب المصري وكانت هدافة الدوري لمدة 3 سنوات، لكنها تركت كرة القدم بعد أن جذبتها كرة اليد والذي تسببت فيه شقيقتها الكبرى حنان عبد الملك، كابتن فريق كرة اليد بالنادي الأهلي (مصر) السابقة.

## مشوارها مع النادي الأهلي ومنتخب مصر
انتقلت مروة لصفوف فريق كرة اليد بالنادي الأهلي عام 1996، واستمرت مع الفريق لقرابة ال 14 عام. وتألقت مروة مع الفريق الأول لكرة اليد بالنادي الأهلي لدرجة احتكار الفريق لجميع البطولات مما جعل سيدات الفريق الاحمر يهيمن على البطولات المحلية الثلاثة طيلة فترة تواجدها مع النادي.ولم تخسر مروة مع النادي الاهلي سوى مبارتين أو ثلاث مباريات طيلة فترة لعبها مع النادي. وقد دفعها ذلك التألق إلى الانضمام لمنتخب مصر لكرة اليد منذ عام 2003. وقد برز نجم مروة مع المنتخب أيضا مثلما حدث مع النادي الأهلي؛ فحصلت على العديد من البطولات الإفريقية مع المنتخب المصري أبرزها بطولة افريقيا لكرة اليد عام 2004 التي حصلت فيها مروة على لقب هدافة البطولة، بالإضافة إلى حصولها على جائزة أفضل جناح أيسر في القارة الإفريقية لعام 2004.

## احترافها
بدأ حلم الاحتراف يراود مروة بعد تألقها مع المنتخب والأهلي. لكن لم تكن تجربتها الأولى مع الاحتراف ناجحة؛ حيث ذهبت لألمانيا ولم تتأقلم وعادت سريعا عقب إسبوع واحد فقط لتستمر مع الأهلي. ولكن طموحها لم يتأثر بهذا الإخفاق فسرعان ما جاءها العروض الخارجية. وقد صرحت مروة أن مجلس إدارة النادي الأهلي وخاصة الكابتن محمود الخطيب عضو مجلس الإدارة السابق لم يقف في طريقها بل دعمها وساعدها على الاحتراف. فانتقلت مروة لنادي أونيس الفرنسي الذي كان يلعب في دوري الدرجة الثالثة وقتها وقادته للصعود لدوري الدرجة الثانية لكرة اليد. وبعد ذلك التألق الملحوظ، انتقلت لنادي نيس الفرنسي حيث تلعب حتى الآن.

## إنجازاتها الفردية
- هدافة دوري كرة القدم المصري مع نادي وادي دجلة أكثر من مرة.
- أفضل جناح أيسر في إفريقيا عام 2004.
- هدافة بطولة إفريقيا عام 2004.
- هدافة الدوري الفرنسي موسم 2013/2014 برصيد 249 هدف.
- هدافة الدوري الفرنسي موسم 2014/2015 برصيد 195 هدف.

## طموحاتها
تأمل مروة في الرجوع لتمثيل منتخب مصر لكرة اليد (سيدات) بعد أن تم إلغاؤه منذ فترة، كما أنها تتمنى اللعب في دوري أبطال أوروبا. وقد عُرض عليها العديد من طلبات التجنيس من أجل تمثيل منتخبات أخرى واللعب في كأس العالم إلا أنها رفضتها جميعًا. وتحلم مروة بأن تكون مدربة منتخب مصر لكرة اليد بعد ختام مشوارها.